# Морозова Наталія Григорівна (співачка)
Наталія Григорівна Морозова (14 січня 1974, Носівка, Чернігівська область) — українська артистка вокального жанру естради, актриса кіномистецтва, режисер інноваційних проектів шоу-індустрії, громадська діячка та благодійник. Солістка-вокалістка творчої спілки (Асоціація діячів естрадного мистецтва України) (2002). Заслужена артистка України (2013).

## Життєпис
Народилася у невеликому містечку Носівка, Чернігівської області. З 3-х років почала займатися легкою атлетикою, що навчило її завжди тримати себе у відмінній фізичній формі. У 12 років захопилася фотографією. 
Перший потяг до сцени Наталія відчула коли їй виповнилося 11 років. Все почалося з любові до пісень Мадонни. 
Згодом Наталя заспівала у шкільному хорі та брала активну участь у шікільних заходах, КВН-ах, новорічних балах і т.п.
У 1989 році  Наталя вступає до Київського  електротехнічного технікуму. Після закінчення працює та паралельно  навчається  у Київському національному університеті культури та мистецтв.
В 2001—2004 рр. пройшла навчання в школі вокальної майстерності американського композитора Пола Торсона.
Наталія Морозова багато часу та сил приділяє розвитку дітей в її студії  танцю та творчості  М44 . Спочатку повномасштабного вторгнення Наталя залишалася в Києві.  В приміщенні студії був відкритий пункт по збору благодійної допомоги всім постраждалим від війни. Кошти та допомога була самотужки вивезена і доставлена в Бучу , Ірпінь, Бородянку і села Чернігівської області. Паралельно були відкриті  групи психологічної підтримки для дітей та дорослих.
А в квітні 2022 року студія відновила заняття не дивлячись на складні умови.

## Рання творчість
До числа визнаних здобутків Наталії Морозової входять високі перемоги у знакових культурно-мистецьких форумах міжнародного та Всеукраїнського статусів — «Таланти твої, Україно», 1991—1992 рр., «Глорія», 1996 р., «Пісенний вернісаж», 2006—2012 рр., "Боромля-2001", «Різдвяний Київ» — Володар Гран Прі, 2009—2011 рр. та ін.. 
Географія гастрольних турів Наталії Григорівни Морозової охоплює всю Україну, а також включає Польщу, Болгарію, Францію та ін.
Учасниця телевізійних проєктів:  «Україна має талант», концерт-виконання творів Миколи Мозгового, «Шлягер року», ювілейні заходи «Радіо Шансон» (Національний палац мистецтв «Україна»), Всеукраїнський пісенний марафон, телевізійний проект «Фольк Мьюзик» (Перший Національний), концерти з розвитку та укріплення міжнародних культурних відносин Україна-Франція — «День Бастилії» (м. Сан-Тропе, Франція), участь в урочистих церемоніях Київського міжнародного кінофестивалю «Молодість» (жовтень 2010 р.), сольні концерти (Будинок культури СБУ, м. Київ), благодійні концерти — для МНС України до «Дня Рятівника»,  військовослужбовців та офіцерів України (Будинок офіцерів Збройних Сил України), для «Спілки Офіцерів України», «День Довкілля» (Дергачівський район Харківської області), в рамках «Євро-2012» (Майдан Незалежності) та ін.
Як благодійник, Наталія є учасником ряду високоблагородних акцій: сольні тури «В підтримку українських дітей-сиріт та малозабезпечених і багатодітних сімей» (2009 р.), благодійна допомога і меценатський патронат Будинку інвалідів міста Житомира та дитячого будинку «ДЕНИШИ» Житомирської області; багато чисельні благодійні заходи і концерти для дітей-сиріт, інвалідів «Світ очима дітей» в навчальному центрі «Десна» Чернігівської області .
За період плідної творчої діяльності солістка-вокалістка Наталія Морозова проявила свій талант у кіномистецтві, створено понад 35 відеокомпозицій .
У вересні 2013 року за значний внесок у розвиток української культури, видатній співачці Н. Г. Морозовій присвоєно звання Заслуженої артистки України.

## Творча біографія
На початку 2004 року Наталя плідно працює над дебютним альбом «Не так не так», який виходить у 2005 році. У 2006 році  американський  композитор і постановник Пол Торсон запропонував співачці контракт на роль в одному з мюзиклів у США . Того ж року у співачки виходить у світ альбом «Кохаю». Також у 2007 році співачка відкриває дитячу студію танцю та творчості М44.
2009 року відбувається презентація третього альбому «RUN». 
У 2011 році співачка влаштовує сольний концерт у столичному Будинку СБУ.
У 2012 році  випускає четвертий студійний альбом «Ангел», а у 2013 організовує сольний концерт у підтримку альбому.
У 2015 році Morozova випускає  5 «ювілейний» студійний  альбом «Губы», присвячений  до 10-річчя творчої діяльності.
У травні 2016 року співачка зі своєю командою  вирушає у великий  всеукраїнський тур “Впервые слышу». 
У 2019 році виходить довгоочікувана платівка «Сильна». Найяскравіші виступи на телепроектах « Музична платформа» та «Великий весняний концерт» у Палаці Україна  з презентацією нового альбому.
У 2024 році співачка відзначила 20 -річчя творчої діяльності і презентує ювілейний альбом «Спогади».  В альбом увійшло 20 композицій  з різних творчих  періодів

## Цікава інформація
У 2007 році Наталія  Морозова заснувала дитячу студію танцю та творчості М44.  Учасники студії беруть активну участь у різних конкурсах та фестивалях, де займають призові місця. Для покращення психологічного стану запрошуються професійні психологи для роботи з дітьми під час війни.

## Фестивалі
- 1991—1992 — «Таланти твої Україна»
- 2012 — Пісенний марафон Михайла Поплавського.
- 2012 — Концерт для розвитку української культури у Франції на День взяття Бастилії.
- 2012 — благодійний концерт у підтримку української збірної Євро-2012.
- Щорічні фестивплі:  «Квартал-Фест» , «Велике Весілля».
- 2020 - Celebrity Awards
- 2024 - «Життя переможе»

## Дискографія
- «Не так не так» (2004)
- «Кохаю» (2007)
- «Run» (2010)
- «Ангел» (2012)
- «Губы» (2015)
- «Сильная» (2019)
- «Спогади» (2024)[15]

## Сингли
- Не так не так
- Кохаю
- Если ты
- Нічия
- Город
- Run
- Shake
- Отпусти
- Не было меня
- Ангел
- Текила
- Губы
- Сердце
- Впервые слышу
- Для тебе
- Сгорая
- Моя любовь
- Холодом
- Сиреневое небо
- Сильная
- Моя любовь (Dance version)
- Прощай навсегда
- Варто
- Вибрації любви
- Зачем
- Не выстачає тебе
- Не хватает тебя
- Заново
- Ми вдома
- Віра Надія Любов
- Ну як ти там
- Вона
- Обійми
- Вібрації
- Хандра
- Новий рік
- Це так красиво
- Молюсь
- Моя любов
- Сильна
- Спогади
- Я все тобі пробачу
- Там де ти
- Мить
- Mr. & Mrs. Smith